# Bastien Sohet
Pour les articles homonymes, voir Sohet.
Pas d'image ? Cliquez ici

a Compétitions nationales et continentales officielles uniquement.

b Matchs officiels uniquement.
Dernière mise à jour le 1 mars 2023.
Bastien Sohet, né le 16 septembre 1986 à Vélizy-Villacoublay, est un joueur de rugby à XV évoluant au poste de troisième ligne aile (1,90 m pour 96 kg).

## Carrière

### En club
- 2000-2009 : Biarritz olympique (Top 14)
- 2009-2011 : Avenir valencien (Fédérale 1)
- 2011-2015 : Saint-Jean-de-Luz
- 2015-2017 : Tyrosse

Sélectionné avec l'équipe de France à sept, il participe à plusieurs tournois de l'IRB Sevens Series